# Veliki brzan
Veliki brzan ili 
Crni brzan (fregata) (lat. Fregata magnificens) je morska ptica iz porodice Fregatidae. 
Živi u tropskim krajevima Atlantika, u obje Amerike. Gnijezdi se na Floridi, na Karibima i Zelenortskom otočju te na pacifičkoj obali od Meksika do Ekvadora uključujući i Galapagos. Ponekad se pojavljuje i daleko od svog područja raspostiranja npr. u Engleskoj i Španjolskoj.
Ima dužinu od oko 100 cm i raspon krila od 215 cm. Veći dio tijela je crne boje. Mužjaci imaju grlenu vrećicu crvene boje, koju mogu napuhati za vrijeme sezone parenja, kako bi privukli pažnju ženki, a koriste je i za glasanje, pozivanje, ima zvuk zvečke. Ženke su crne s bijelim vratom i prsima. Također imaju smeđe pruge na krilima. Mlade ptice imaju bijelu glavu uz ostalo crno perje. 
Ova vrsta provodi dane i noći u zraku s prosječnom brzinom letenja od 10 km/h, bez da se ikada spušta na vodu. Jedina druga slična ptica je crna čiopa. Tijekom jednog leta prosječno prevali i do 200 km, a u određenim prilikama i preko 400 km. Može se uspinjati i do 2500 m nadmorske visine.
Poznat je po brzini i krađi hrane od drugih ptica u letu.